# Cupido minimus
Cupido minimus là một loài bướm thuộc họ Lycaenidae. Chúng được tìm thấy ở châu Âu, Tiểu Á, Transcaucasia, Thiên Sơn, Tây Siberia, Trung Siberia, Nam Siberia, Viễn Đông Nga, Amur, Mông Cổ, Magadan và Kamchatka.

## Hình ảnh

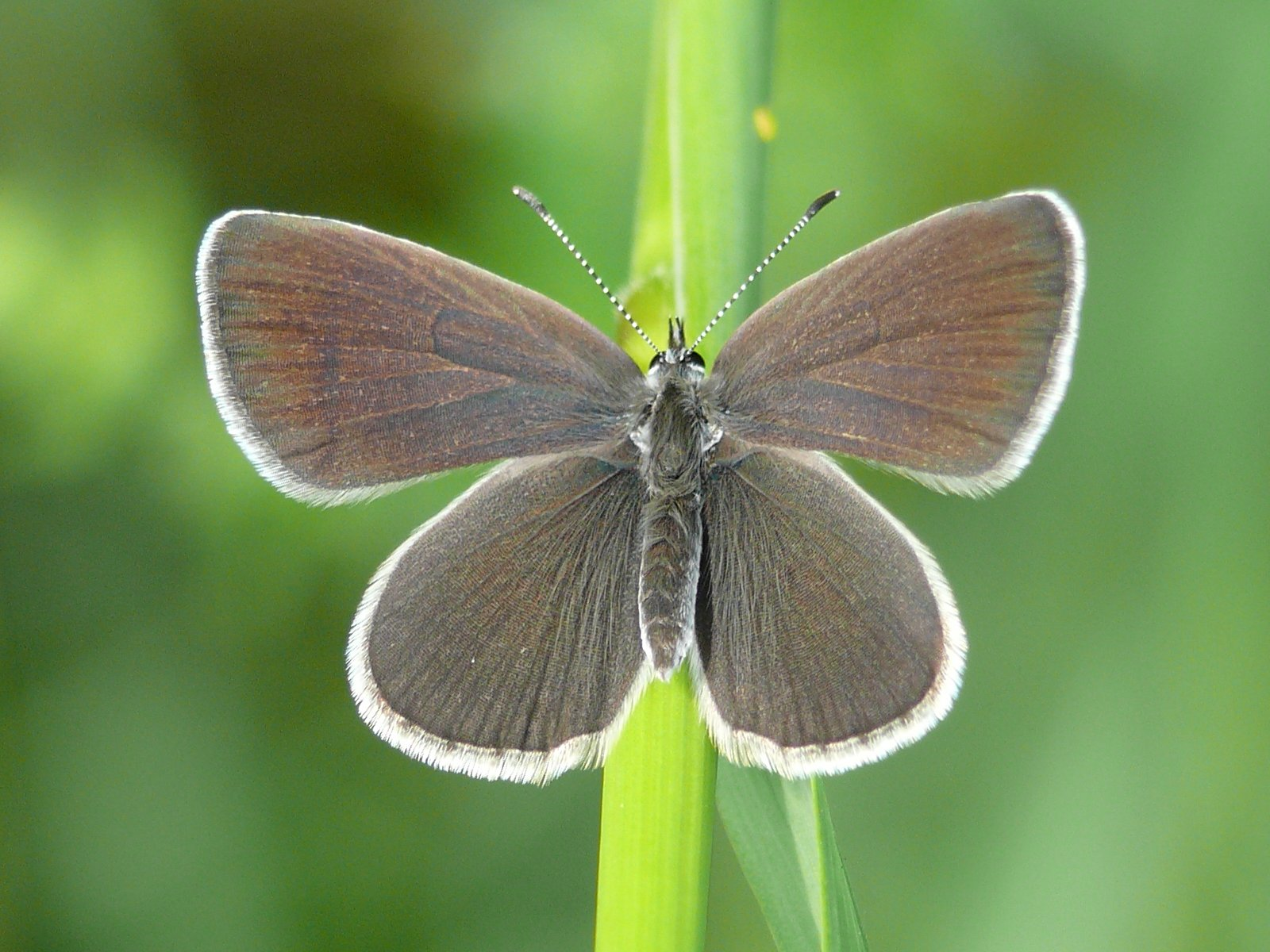
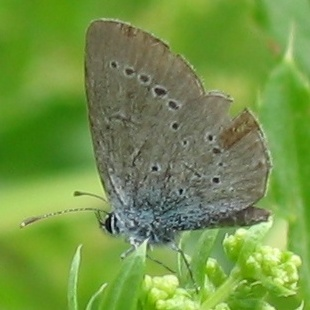
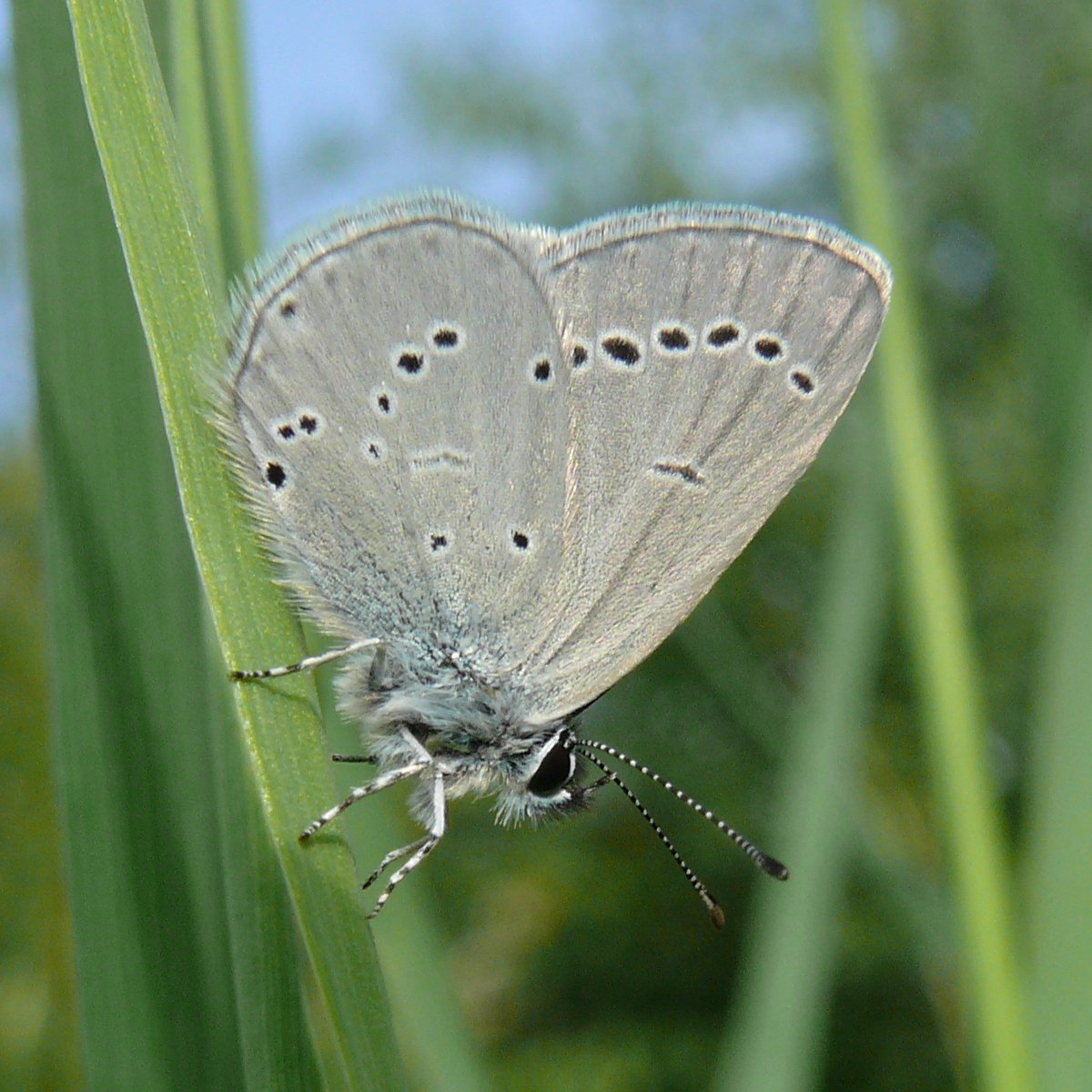